# الاضطرابات العنصرية في الولايات المتحدة في 2020
يُقصد من الاضطرابات العنصرية في الولايات المتحدة لعام 2020 موجة الاضطرابات المدنية المستمرة، التي تشمل الاحتجاجات وأعمال الشغب، ضد العنصرية المؤسساتية ضد السود في الولايات المتحدة، ولا سيما التي تأخذ شكل مناهضة وحشية الشرطة. الاضطرابات هي جزء من حركة حياة السود مهمة التي انطلقت على مستوى البلاد، والتي بدأت بمقتل جورج فلويد أثناء اعتقاله من قِبَل ضباط شرطة مينيابوليس في 25 مايو 2020. بعد موت جورج فلويد، اندلعت الاضطرابات في منطقة منيابولس سانت بول في 26 مايو، وسرعان ما انتشرت في أنحاء الولايات المتحدة. داخل مينيابوليس، جرى تدمير الممتلكات ونهبها على نطاق واسع، بما في ذلك قيام المتظاهرين باقتحام مركز للشرطة وإضرام النار فيه، ما أدى إلى استدعاء حرس مينيسوتا الوطني ونشره في 28 مايو. بعد أسبوع من الاضطرابات، أُبلغ عن وقوع أضرار في الممتلكات بلغت قيمتها أكثر من 500 مليون دولار في منطقة منيابولس سانت بول.
سرعان ما انتشرت المزيد من الاضطرابات في أنحاء الولايات المتحدة، واشتملت أحيانًا على أعمال شغب ونهب وحرق متعمد. بحلول أوائل يونيو، فرضت 200 مدينة أمريكية على الأقل حظر التجول، في حين استدعت أكثر من 30 ولاية، إلى جانب واشنطن العاصمة، أكثر من 62,000 فرد من الحرس الوطني استجابة للاضطرابات. بحلول نهاية يونيو، اعتُقل ما لا يقل عن 14,000 شخص في الاحتجاجات. قدرت استطلاعات الرأي أن ما بين 15 و26 مليون شخص شاركوا في وقت ما في المظاهرات في الولايات المتحدة، وهو ما جعلها أكبر الاحتجاجات في تاريخ الولايات المتحدة. قُدر أيضًا أنه في الفترة بين 26 مايو و22 أغسطس، كانت نحو 93% من الاحتجاجات «سلمية وغير مخربة». وفقًا لعدة دراسات وتحليلات، كانت الاحتجاجات سلمية إلى حد كبير، مع لجوء الشرطة والمشاركون في احتجاجات مضادة إلى العنف في بعض الأحيان. وفقًا لتقديرات سبتمبر 2020، تسبب الحرق المتعمد والتخريب والنهب، في الفترة بين 26 مايو و8 يونيو، في أضرار تأمينية تُقدر بنحو 1 إلى 2 مليار دولار، وهو ما يجعل هذه المرحلة الأولية من احتجاجات جورج فلويد من أعلى الاضطرابات المدنية ضررًا في تاريخ الولايات المتحدة.
شهدت أيضًا منطفة بورتلاند بولاية أوريغون تمركزًا كبيرًا للاضطرابات، الأمر الذي دفع وزارة الأمن الداخلي إلى نشر عملاء فيدراليين في المدينة منذ شهر يونيو فصاعدًا. سُميت هذه الحركة باسم «عملية ليجيند»، على اسم ليجيند تاليفيرو البالغ من العمر 4 سنوات، والذي قُتل بالرصاص في مدينة كانساس سيتي. منذ ذلك الحين، نُشرت أيضًا قوات فيدرالية في مدن أخرى واجهت قدرًا كبيرًا من الاضطرابات، بما في ذلك مدينة كانساس وسياتل. عادت الاضطرابات المحلية إلى الظهور من جديد في عدة مدن في أعقاب حوادث شارك فيها ضباط شرطة، ولا سيما بعد إطلاق النار على جاكوب بليك في مدينة كينوشا، ما أدى إلى احتجاجات وأعمال شغب في المدينة. أدت الاحتجاجات إلى تقديم طلبات على المستوى الفيدرالي ومستوى الولايات والبلديات تهدف إلى مكافحة سوء سلوك الشرطة والعنصرية المؤسساتية والحصانة المشروطة ووحشية الشرطة في الولايات المتحدة. حدثت موجة من عمليات الإزالة للنصب التذكارية وتغيير الأسماء في جميع أنحاء العالم، ولا سيما في الولايات المتحدة. كان هذا في حد ذاته سببًا في إشعال شرارة الصراع بين الجماعات اليسارية واليمينية، والتي كثيرًا ما كانت عنيفة. اشتبكت عدة «جماعات من اليمين المتطرف، بما في ذلك ميليشيات مدنية وأنصار سيادة البيض» مع أعضاء «تحالف واسع من الجماعات اليسارية المناهضة للعنصرية» في الشوارع.
أدت الاضطرابات العنصرية إلى محاسبة ثقافية وطنية أمريكية بشأن مواضيع تتعلق بعدم المساواة العرقية في الولايات المتحدة. سرعان ما تحول الرأي العام للاهتمام بقضايا العنصرية والتمييز في أعقاب الاحتجاجات، مع زيادة كبيرة في دعم حركة حياة السود مهمة والاعتراف بالعنصرية المؤسساتية، أي المزايا والعيوب المؤسساتية تبعًا للعرق. أعاد المتظاهرون إحياء حملة عامة لإزالة النصب التذكارية الكونفدرالية وغيرها من الرموز التاريخية مثل تماثيل مالكي العبيد الأمريكيين والشكل الجديد لعلم المعركة الكونفدرالية. اتسع نطاق رد الفعل العام ليشمل رموزًا مؤسسية أخرى، منها أسماء الأماكن والماركات والممارسات الثقافية. أصبح التعليم الذاتي المناهض للعنصرية اتجاهًا سائدًا طوال شهر يونيو 2020 في الولايات المتحدة. وجد الكُتّاب السود المناهضون للعنصرية جمهورًا جديدًا وأماكن جديدة على قائمة أفضل الكتب مبيعًا. سعى المستهلكون الأمريكيون أيضًا إلى دعم الشركات المملوكة للسود. امتدت تأثيرات النشاط الأمريكي على المستوى الدولي، إذ دمرت الاحتجاجات العالمية رموز بلدانها المتعلقة بالظلم العنصري. بدأت وسائل الإعلام المتعددة، في أوائل يونيو، تشير لذلك باعتباره بداية محاسبة وطنية للقضايا العرقية. بحلول بداية يوليو، كانت صحيفة واشنطن بوست تقوم، على نحو منتظم، بجمع قصص جديدة عن ذلك اليوم تتعلق «بالمحاسبة العرقية لأمريكا».

## احتجاجات وأعمال شغب كبرى

### احتجاجات أحمد أربيري، 8 مايو
في 23 فبراير  قُتِل أحمد أربيري رميًا بالرصاص في برونزويك بجورجيا. وتلت ذلك احتجاجات في أوائل مايو بعد ظهور مقطع فيديو صوّر عملية إطلاق النار.

### احتجاجات إن إف أيه سي، 12 مايو
تظاهر مسلحون من تحالف (إن إف أيه سي) في احتجاجات منفصلة في مختلف أنحاء الولايات المتحدة مع ظهورهم لأول مرة في 12 مايو. في 4 يوليو، قام عدد يتراوح بين 100 و200 من أعضاء إن إف أيه سي بمسيرات عبر حديقة ستون ماونتن بالقرب من أتلانتا بولاية جورجيا، مطالبين بإزالة النصب التذكاري الكونفدرالي. في 25 يوليو، تجمع «أكثر من 300» عضو في لويفيل بولاية كنتاكي، للاحتجاج على عدم اتخاذ إجراء ضد الضباط المسؤولين عن إطلاق النار في مسيرة بريونا تايلور. في 3 أكتوبر، قام أكثر من 400 عضو من أعضاء إن إف أيه سي ومعهم أكثر من 200 متظاهر مسلح آخر بمسيرة في وسط مدينة لافاييت بولاية لويزيانا.

### احتجاجات بريونا تايلور، 26 مايو. واحتجاجات هيئة المحلفين، 23 سبتمبر
في 13 مارس، أُطلق النار على بريونا تايلور وقُتلت. بدأت المظاهرات إثر وفاتها في 26 مايو 2020، واستمرت حتى أغسطس. قُتل شخص رميًا بالرصاص خلال الاحتجاجات.
اندلعت الاحتجاجات مجددًا في 23 سبتمبر، في الليلة التي تلت إعلان قرار هيئة المحلفين، وتجمع المتظاهرون في منطقة جيفرسون سكوير بارك في لويفيل، وفي مدن أخرى كثيرة في الولايات المتحدة، بما فيها لوس أنجلوس، دالاس، مينيابوليس، نيويورك، شيكاغو، سياتل. في لويفيل، أُطلق النار على ضابطين من شرطة مدينة لويفيل أثناء الاحتجاج واحتُجز أحد المشتبه بهم.